# Древнегрузинский язык
Древнегрузинский язык (ႤႬႠჂ ႵႠႰႧႭჃႪႨ, энай кʰартʰули) — литературный язык средневековой Грузии, появившийся в V веке. В настоящее время используется как язык богослужения Грузинской православной церкви и является взаимопонятным для носителей грузинского языка. Древнегрузинский язык позже развился в средневековый грузинский язык в XI веке, который, в свою очередь, в XVIII веке развился в современный грузинский язык.

## Периодизация
Выделяются два периода: ранний древнегрузинский (V — VIII века) и классический древнегрузинский (IX — XI века). В раннем старогрузинском представлены два диалекта: χанмет̛̛и (ხანმეტი, V — VII века) и hаэмет̛̛и (ჰაემეტი, VII — VIII века), названия которых даны по присутствующим префиксам 2-го лица для подлежащих и 3-го лица для прямых дополнений (χ- или h-) — в классическом старогрузинском им соответствуют префиксы х- и с- либо же отсутствуют как таковые.

## Тексты
Корпус текстов на раннем древнегрузинском ограничен и состоит из 12 надписей и 8 рукописей с религиозными текстами. Литература на классическом древнегрузинском включает в себя философские и историографические труды.

## Фонетика

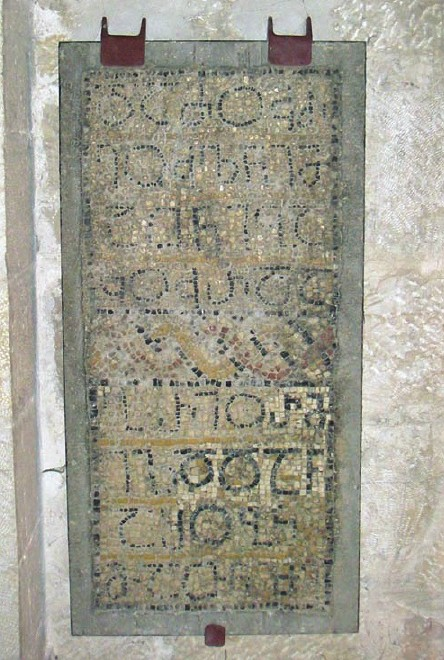
Надписи Бир эль-Кута

В древнегрузинском языке — 29 согласных и 5 гласных. Также выделяется полугласная й — аллофон гласной и в поствокальной позиции.
|                                   | Губные     | Зубные/ Альвеолярные | Альвео- палатальные | Велярные   | Увулярные  | Глоттальные |
| Глухой придыхательный смычный     | p [pʰ]     | t [tʰ]               |                     | k [kʰ]     | q [qʰ]     |             |
| Глухой глоттализованный смычный   | p̓ [pˀ]/[ƥ] | t̓ [tˀ]/[ƭ]           |                     | k̓ [kˀ]/[ƙ] | q̓ [qˀ]/[ʠ] |             |
| Звонкий смычный                   | b          | d                    |                     | g          | [ 4 ]      |             |
| Глухая придыхательная аффриката   |            | ʦ [ʦʰ]               | ʧ [ʧʰ]              |            |            |             |
| Глухая глоттализованная аффриката |            | ʦ̓ [ʦˀ]/[ƭ͜s]          | ʧ̓ [ʧˀ]/[ƭ͜ʃ]         |            |            |             |
| Звонкая аффриката                 |            | ʣ                    | ʤ                   |            |            |             |
| Глухой щелевой                    |            | s                    | ʃ                   |            | χ          | h           |
| Звонкий щелевой                   |            | z                    | ʒ                   |            | ʁ          |             |
| Носовой                           | m          | n                    |                     |            |            |             |
| Дрожащий                          |            | r                    |                     |            |            |             |
| Латеральный                       |            | l                    |                     |            |            |             |
| Полугласный                       | w          |                      | y [j]               |            |            |             |

|         | Передние | Средние | Задние |
| Высокий | i        |         | u      |
| Средний | e        |         | o      |
| Низкий  |          | a       |        |

## Письменность
Грузинский алфавит, использовавшийся в древнегрузинском — «асомтаврули» (заглавные буквы) или «мргловани» (округлённый). Алфавит — почти идеальный фонемический, показывающий почти всегда однозначное соответствие между фонемами и графемами. Создан на основе греческого алфавита с тем же алфавитным порядком букв — буквы, представляющие фонемы негреческого происхождения, находятся в самом конце; также в составе алфавита есть три буквы, которым соответствуют три греческие фонемы, не представленные в грузинском (ē, ü и ō). Начертания букв в большинстве случаев значительно отличаются от греческого, хотя некоторые вполне опознаваемы (ср. греческие Φ Θ Χ [pʰ tʰ kʰ] и сходные асомтаврули Ⴔ Ⴇ Ⴕ).
| Греческий      | Α | Β | Γ | Δ  | Ε  | Ϝ   | Ζ | Η | Θ  | Ι | Κ  | Λ | Μ | Ν | (Ξ) | Ο  | Π | (Ϙ) | Ρ |
| Асомтаврули    | Ⴀ | Ⴁ | Ⴂ | Ⴃ  | Ⴄ  | Ⴅ   | Ⴆ | Ⴡ | Ⴇ  | Ⴈ | Ⴉ  | Ⴊ | Ⴋ | Ⴌ | Ⴢ   | Ⴍ  | Ⴎ | Ⴏ   | Ⴐ |
| Транслитерация | а | б | г | д  | э  | в   | з | η | тʰ | и | к̛  | л | м | н | й   | о  | п̛ | ж   | р |
|                |   |   |   |    |    |     |   |   |    |   |    |   |   |   |     |    |   |     |   |
| Греческий      | Σ | Τ | Υ | Φ  | Χ  | (Ψ) | – | – | –  | – | –  | – | – | – | –   | –  | – | Ω   |   |
| Асомтаврули    | Ⴑ | Ⴒ | Ⴣ | Ⴔ  | Ⴕ  | Ⴖ   | Ⴗ | Ⴘ | Ⴙ  | Ⴚ | Ⴛ  | Ⴜ | Ⴝ | Ⴞ | Ⴤ   | Ⴟ  | Ⴠ | Ⴥ   |   |
| Транслитерация | с | т̛ | υ | пʰ | кʰ | γ   | q̛ | ш | ч  | ц | дз | ц̛ | ч̛ | х | qʰ  | дж | h | ω   |   |

## Орфография
Орфография устойчивая и последовательная — одно и то же слово одинаково пишется во всех случаях. Применяется принцип «как слышится, так и пишется» благодаря тому, что почти всегда одной фонеме соответствует одна буква. Исключения представлены ниже.
Гласная u (у)
Главное исключение из правила «как слышится, так и пишется» — фонема u, которой соответствует диграф ႭჃ 〈oü〉. Пример: ႮႭჃႰႨ 〈p̛oüri〉 (п̛ури — «хлеб»). Заимствовано из греческого, где u передаётся буквосочетанием ου. В письме типа «нусхури» диграф ⴍⴣ 〈oü〉стал буквой ⴓ u〉(в современном грузинском — უ). Позже ввели схожую букву Ⴓ, которой в раннем древнегрузинском алфавите не было.
Полугласная w (у / в)
Пишется двумя способами в зависимости от позиции в слове. После согласной — диграф ႭჃ 〈oü〉, например: ႹႭჃႤႬ 〈ʧ(ʰ)oüen〉(ч(ʰ)уэн — «мы»), ႢႭჃႰႨႲႨ 〈goürit̛i〉(гурит̛и — «горлица»). Диграф ႭჃ 〈oü〉 представляет звуки w и u без различий в написании. Например: ႾႭჃႧႨ 〈χoütʰi〉(хутʰи — «пять») и ႤႵႭჃႱႨ 〈ekʰoüsi〉(экʰуси — «шесть»). В других позициях обозначается буквой Ⴅ 〈v〉, например: ႧႭႥႪႨ 〈tʰovli〉(тʰоули — «снег»), ႥႤႪႨ 〈veli〉(уэли — «поле»), ႩႠႰႠႥႨ 〈k̛aravi〉(к̛арави — «шатёр»).
Два написания являются аллофонической вариацией, как в современном грузинском, между [w] в постконсонантной позиции и [ʋ] или [β] в других позициях. В современном грузинском (с 1879 года) звуки [w] и [ʋ/β] соответствуют букве ვ 〈v〉, написание с Ⴅ 〈v〉 вместо ჃႭ 〈oü〉 также встречается в древнегрузинском — ႠႣႥႨႪႨ 〈advili〉(адвили — «легко»), ႷႥႤႪႨ 〈q̛veli〉 (ӄ̛уэли — «сыр»). Исключение — ႰႥႠ 〈rva〉(руа — «восемь»).
Полугласная y (й)
Изначальная гласная i- падежного суффикса, идущая обычно после гласной, передаётся как y- после согласной. В алфавите это также отражается — ႣႤႣႠჂ ႨႤႱႭჃჂႱႠ 〈deday iesoüysa〉 (деда-й иесу-иса, «Матерь Божья»).
«Греческие» буквы
В алфавите асомтаврули есть три буквы, которыми обозначаются только заимствованные слова: Ⴡ 〈ē〉, Ⴣ 〈ü〉 и Ⴥ 〈ō〉. Они используются для побуквенной транслитерации греческих имён и заимствований как аналоги гласных букв ē (эта), ü (ипсилон) и ō (омега). Позже их заменили дифтонгами эй, уи and оу соответственно. Греческое название Египта Αἴγυπτος (Эйгиптос) передаётся как ႤႢჃႮႲႤ 〈egüp̛t̛e〉 (эгуип̛т̛э) в древнегрузинском и как ეგვიპტე (эгвип̛т̛е) в современном грузинском. В грузинских словах буква Ⴥ 〈ō〉 использовалась для обозначения звательной частицы: Ⴥ ႣႤႣႨႩႠႺႭ 〈ō dedik̛aʦo〉 (о дедик̛ацо — «женщина!»)
Буквы Ⴡ 〈ē〉 and Ⴣ 〈ü〉, с другой стороны, часто использовались при написании слов грузинского происхождения, чтобы проще представить дифтонги эй и уи. Например: ႫႤႴჁ 〈mepʰē〉 (мепʰей — «царь»), ႶჃႬႭჂ 〈γünoy〉(γуиной — «вино»). В зависимости от парадигмы меняется и написание: ႱႨႲႷႭჃႠჂ 〈sit̛q̛oüay〉 (сит̛ӄ̛уа-й — «слово», имен. падеж) или ႱႨႲႷჃႱႠ 〈sit̛q̛üsa〉 (сит̛ӄ̛у-иса — «слова», род. падеж). Дифтонги на письме можно обозначать и полностью: ႫႤႴႤჂ 〈mepʰey〉 (мепʰей), ႶႭჃႨႬႭჂ 〈γoüinoy〉 (γуиной) или ႶჃႨႬႭჂ 〈γüinoy〉 (γюиной, смешанный вариант).